# Wahkonda
Wahkonda ist eine deutsche Rockband aus Frankfurt (Oder). Ihre größten Erfolge erzielte sie Ende der 1980er Jahre in der DDR.

## Geschichte
Wahkonda wurde 1972 von Hans Georg Hansi Alt als Amateurband gegründet. Der Name der Band, der auf das Interesse des Bandgründers an der Kultur der Indianer zurückzuführen ist, stammt aus der indianischen Literatur und hat als Wakonda eine mehrfache Bedeutung. Der damalige Schlagzeuger hieß mit Nachnamen Wahkowski. Der Sänger Ralf Engel kam 1977 zur Band.
Obwohl die Band bereits seit 1980 Berufsformation war, stellten sich Erfolge erst Mitte der 1980er Jahre ein, als die ersten Eigenkompositionen entstanden und beim Rundfunk der DDR produziert wurden. Titel wie Ein Hauch von Zärtlichkeit von Wilfried Brummack oder Ich brauch Dich erlangten in den Wertungssendungen vordere Plätze und sorgten zunehmend für die Bekanntheit der Band. Fernsehauftritte in der Jugendsendung rund und eine erste Auslandstournee an die Druschba-Trasse in der Sowjetunion schlossen sich an.
Im Herbst 1984 wurde die Band mit dem Titel Wolln wir zu mir gehen in der Wertungssendung des DDR-Fernsehens Stop! Rock Sieger.
Im Jahre 1986 erhielt die Band die Möglichkeit zur Produktion einer Single beim DDR-Label. Von Wahkonda stammt auch die Musik für den DEFA-Film Das Puppenheim in Pinnow. Besonders beim jugendlichen Publikum fanden der liedhafte Rock, die heiter-ironischen Texte von Axel Hein und Bernd Ernie Lehmann und die Bühnenshow der Band, bei der Lehmann Udo Lindenberg imitierte, Anklang.
In der DDR-Jahreshitparade 1985 erreichte Wahkonda mit dem Titel Einfach nur so Platz 20 und im Jahre 1987 mit Ich such Dich den 17. Platz.
Noch bevor das erste Album aufgenommen wurde, verließ Lehmann die Band. Für ihn kam Wilfried Zaruba (Gitarre). Nach der Wende in der DDR wurde es ruhiger um die Band und Anfang der 2000er Jahre löste sie sich auf.
Im Jahr 2008 brachte der Frontmann Engel die Band, die bereits mehrere Reunion-Konzerte gegeben hatte, erneut zusammen. Die frühere Besetzung Engel, Hein, Siebke und Brummack wird durch zwei neue Gitarristen ergänzt. Zeitgleich erschien bei der Amiga-Erbin Sony/BMG eine CD mit den größten Erfolgen der Band.
Am 5. Oktober 2011 nahm sich Bandsänger Ralf Engel das Leben.

## Diskografie

### Single
- 1986: Rock’n Roller / Hilflos (Amiga)

### Langspielplatte
- 1989: Millionen Emotionen (Amiga)

### CD
- 2008: Wahkonda – Die größten Hits (Amiga/Sony/BMG)

### Weitere auf Samplern veröffentlichte Titel
- 1985: Such mir ’ne Braut mit ’nem Motorrad auf Kleeblatt Nr. 15 (Amiga)
- 1986: Komm und fühl die heiße Nacht auf Disco – Non-Stop (Amiga)
- 2003: Sehnsucht auf DT-64 Story Nr. 8 (BMG)
- 2007: Alle Wunder der Welt auf Hits & Raritäten aus dem Rundfunkarchiv Nr. 8 (Choice of music)